# جوان كارليل
جوان كارليل (بالإنجليزية: Joan Carlyle)‏ هي مغنية ومغنية أوبرا بريطانية، ولدت في 6 أبريل 1931.

## وصلات خارجية
- جوان كارليل على موقع IMDb (الإنجليزية)
- جوان كارليل على موقع ميوزك برينز (الإنجليزية)
- جوان كارليل على موقع أول ميوزيك (الإنجليزية)
- جوان كارليل على موقع ديسكوغز (الإنجليزية)